# 남원 낙동리 석조여래입상
남원 낙동리 석조여래입상(南原 樂洞里 石造如來立像)은 대한민국 전북특별자치도 남원시에 있는 석불이다. 1974년 9월 27일 전라북도의 유형문화재 제47호로 지정되었다.

## 참고 자료
- 낙동리석조여래입상 - 국가유산청 국가유산포털